# Rhône-Poulenc
Rhône-Poulenc (RP) est un groupe chimique et pharmaceutique d'origine française issu en 1928 du rapprochement de la Société chimique des usines du Rhône et des établissements Poulenc frères et disparu en 1999.
Au cours de ses quelque 70 ans d'existence, Rhône-Poulenc s'est imposé comme le premier groupe privé de chimie français et, à son apogée, dans les années 1960, il comprenait une soixantaine d'usines en France et plus de cent mille employés à travers le monde. Mais la crise de l'industrie française et du textile en particulier l'a poussé à se recentrer sur la pharmacie après que ses activités chimiques ont donné naissance à Rhodia en 1998, puis l'a condamné à disparaître en 1999 lorsque sa branche pharmaceutique a fusionné avec Hoechst pour constituer Aventis.

## Histoire

### Les grandes dates de Rhône-Poulenc
- 15 juillet 1895 : création de la Société chimique des usines du Rhône (SCUR) ;
- 1900 : création de la société anonyme les établissements Poulenc frères par les trois fils du pharmacien et chimiste Étienne Poulenc (1823-1878) : Gaston (1852-1948), Émile (1855-1917) et Camille (1864-1942) ;
- 19 décembre 1919 : création près de São Paulo d'une filiale chimique au Brésil, la Companhia Quimica Rhodia Brasileira, spécialisée dans les « Rodos », tubes lance-parfums très populaires dans les carnavals brésiliens ;
- 1922 : création, par les usines du Rhône, de Rhodiaséta (nom issu de Rhodia - le Rhône et de Séta - la Soie) ; devenant, en 1936, la Rhodiacéta (de Rhodia et de l'Acétate) ;
- 1927 : acquisition, par les usines du Rhône, de May and Baker (en) (Grande-Bretagne) ;
- 28 juin 1928 : Après dix-huit mois de difficiles négociations, création de la Société des usines chimiques Rhône-Poulenc : la Société chimique des usines du Rhône absorbe les établissements Poulenc frères, plus petits mais plus rentables. Création de la Spécia, Société parisienne d'expansion chimique ;
- 1929 : création d'une filiale textile au Brésil, la Companhia brasileira de Sedas Rhodiaseta ;
- 1936 : c'est la huitième capitalisation boursière française, après la montée en puissance des sociétés industrielles françaises à  la Bourse.
- 1948 : installation aux États-Unis d'une filiale, Rhodia Inc.[2], après une première tentative infructueuse en 1919 ;
- 1956 : acquisition de Théraplix ;
- 1961 : absorption de Celtex ;
- 1963 : acquisition du laboratoire Roger Bellon ;
- 1967 : l'Institut Mérieux entre dans le capital du groupe Rhône-Poulenc ;
- 1979 : rapprochement entre l'Institut Mérieux et Pasteur production ;
- 1982 : nationalisation (jusqu'en 1993), ce qui sauve le groupe en difficulté et permet de moderniser certains de ses sites[3] ;
- 1983 : acquisition de Pharmuka ;
- 1986 : acquisition de Natterman (Allemagne) ;
- 1988 : acquisition des laboratoires Bottu, fabricant du Doliprane, auprès de BSN[4] ;
- 1989 : acquisition de Connaught (Canada) ;
- 1990-1991 : acquisition de Rorer (États-Unis) ;
- 1993 : privatisation avec recentrage, sous la présidence de Jean-René Fourtou, de cent soixante à trente-cinq produits[2] ;
- 1993 : absorption de Pasteur-Mérieux, et acquisition de Applied Immune Science ;
- 1994 : acquisition de Cooper ;
- 1995 : création de RPR Gencell et acquisition de Fisons (Grande-Bretagne) ;
- 1996 : apport de Armour et création avec Behring de Centeon ;
- 1998: Création de la société Rhodia, qui regroupe toutes les activités chimiques du groupe. Rhône-Poulenc S.A. ne regroupe que les activités pharmaceutiques ;
- 20 décembre 1999 : fusion avec le groupe Hoechst Marion Roussel pour créer Aventis.

### Avant la Seconde Guerre mondiale

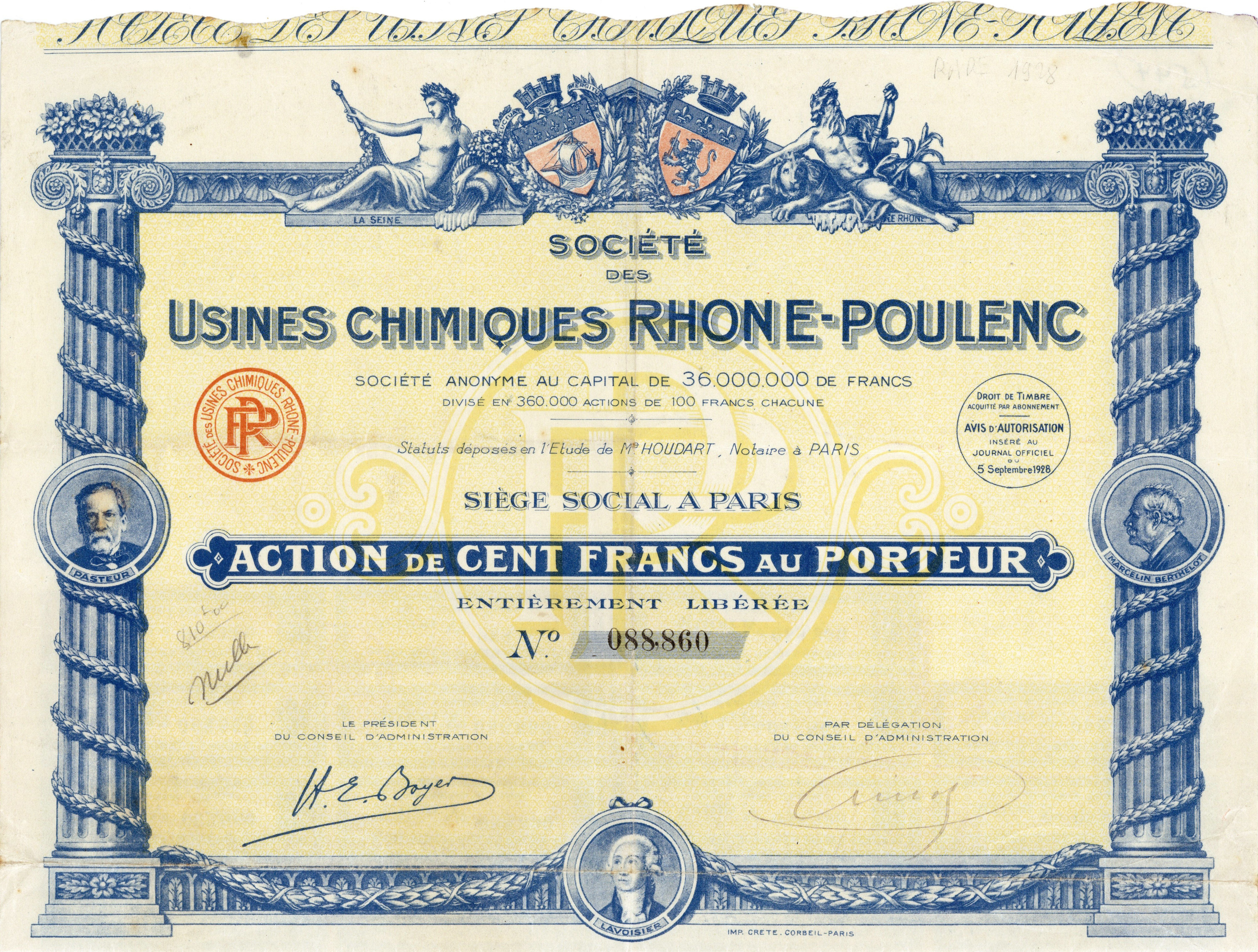
Action de l'émission de fondation de la Société des Usines Chimiques Rhône-Poulenc de 100 francs, émise le 5 septembre 1928 à Paris, avec la signature d'Hippolyte-Eugène Boyer en tant que président du conseil d'administration

Après la fin de la Première Guerre mondiale, la Société chimique des usines du Rhône domine peu à peu le marché français (mais loin derrière ses concurrents allemands) en prenant des participations dans de nombreuses filiales, dont trois sont contrôlées à 100 % : 
- Spécia et Prolabo, sociétés françaises de conditionnement et de commercialisation dans le domaine pharmaceutique[6] ;
- May and Baker, groupe anglais, producteur de médicaments et très bien implanté via ses propres filiales dans le Commonwealth[6] ;
- Rhodia Brasileira, gros producteur en chimie et pharmacie.

Dans les années 1930, d'autres filiales sont détenues à 50 %, fondées à parité de capital avec le groupe СТА :
- Le Comptoir des Textiles Artificiels, spécialisé dans le domaine des viscoses, premier producteur autour de Gillet[6].
- La société Rhodiacéta, constituée en 1922, qui produit et file l'acétate de cellulose dans les usines de Vaise et du Péage-de-Roussillon. Cette filiale crée elle-même des sous-filiales : Rhodiaceta italiana à Pallanza et la Companhia brasileira de sedas Rhodiaceta.

Le groupe prend pied en Allemagne avec une usine implantée à Fribourg-en-Brisgau Deutsche Acetatkunstseiden A.G. Rhodiaceta (DAR) dont l'acétate est acheté à I.G. Farben et Wacker. Pour masquer l'évidence d'une tentative de pénétration du marché allemand, cette usine a été créée en 1927 via une société paravent, la Société de participations industrielles de Bâle).
La SUCRP détenait aussi des parts dans les entreprises chimiques ou pharmaceutiques suivantes : 
- Société normande de produits chimiques et Société chimie et atomistique, fondées par François Albert-Buisson qui a présidé le conseil d'administration du groupe et créé Théraplix, filiale chargée d'exploiter et de commercialiser les marques de la société ;
- Ludwick Spiessi Syn (Pologne) ;
- Istituto nazionale de chimiotherapia (Italie) ;
- Sociedad quimica Rhodia argentina (Argentine).

Le 24 novembre 1923[Information douteuse], la SUCRP signe un accord avec la société Bayer sur l'exploitation de produits vétérinaires, lui conférant un monopole de vente en France mais à condition de verser 70 % des bénéfices à Bayer.
I.G. fournit des brevets d'antipaludiques et demande 10 % du montant des ventes, de même quand Curta a vendu à la SUCRP une licence sur le Soluseptagine. Tous ces accords incluaient une clause de non-concurrence : interdiction de vente sur le territoire du partenaire.
Alors que la mondialisation de l'industrie chimique était en marche, notamment par le biais de la création de cartels (IG Farben en Allemagne), les chimistes français étaient en retard sur les Allemands dans le domaine des colorants et de la pharmacie, mais en avance sur eux dans celui du textile synthétique.
Les industriels autolimitaient leur concurrence en se partageant le marché. Des conventions signées par les producteurs à l'échelle de l'Europe accordaient dans un premier temps, pour les salicylés, 11,91 % % à la SUCRP et 88,09 aux cinq grands producteurs allemands. Pour la saccharine, l'ensemble des producteurs français devaient se limiter à 24,06 % du marché européen. Mais en 1932, un accord sur les acétates octroyait 60 % du marché allemand à Rhodiacéta et à la DAR et 40 % seulement au groupe allemand Aceta, alors qu'une convention internationale imposait à Rhodiacéta de ne pas dépasser 15,30 % du marché. En fait, ces textes étaient contournés par la création de filiales (par exemple Rhodiaceta Italiana pouvait fournir 62 % du marché italien alors que la société italienne Chatillon n’était autorisée par l'accord à n'en produire que 38 %.
Juste avant la déclaration de guerre, la société (SUCRP) disposait de 4 642 employés répartis dans trois usines chimiques ; à Saint-Fons (Rhône), à Roussillon (42,9 %  du personnel) (Isère) et à Vitry-sur-Seine (près de Paris, occupant 12,1 % du personnel) et dans deux unités produisant des médicaments (Spécia à Saint-Fons, occupant 13,5 % du personnel) et un laboratoire à Livron-sur-Drôme occupant à l'époque 7,2 % du personnel). Le site de Saint-Fons (usine et laboratoire) occupait 25,3 % du personnel).

### La Seconde Guerre mondiale
Avant la déclaration de guerre, le groupe a connu une période de relations techniques, scientifiques, industrielles et commerciales avec l'industrie chimique allemande, et notamment avec IG Farben, qui se sont traduites par des échanges de brevets, des ententes et des accords divers. La concurrence n'a pas cessé durant la guerre, mais les interlocuteurs industriels sont restés semblables et ont poursuivi les négociations, réamorcées en 1940, dans la continuité de celles qui avaient lieu avant-guerre.
La Seconde Guerre mondiale éclate et le groupe subit des mises sous séquestre et se voit confisquer ses biens à l'étranger. Il reste toutefois relativement indépendant car une grande partie de ses actifs sont situés en zone libre et l'industrie chimique allemande ne semble pas avoir vraiment souhaité prendre de participation au capital du groupe français. Mais alors que le groupe produisait pour l'effort de guerre, l'industrie allemande, via le puissant cartel allemand IG Farben, entreprend (octobre 1940) des négociations avec la SUCRP. Le négociateur était Faure-Beaulieu, ami de la famille Mann, principale propriétaire de Bayer. Faure-Beaulieu relaie une proposition de Bayer consistant à créer une nouvelle société qui commercialiserait en France les produits pharmaceutiques de trois groupes : Rhône-Poulenc, Spécia (branche pharmaceutiques de Rhône-Poulenc) et Bayer. Cette proposition est refusée par le conseil d’administration de Rhône-Poulenc : « Nous ne pouvions accueillir favorablement une telle proposition, mais pour marquer notre désir de collaboration, nous avons consenti à envisager l'octroi d'une redevance sur le montant des ventes de certains produits dont l'I.G. revendique la découverte et que, tant en raison de la législation française que de leur ancienneté, nous considérions, à juste titre comme tombés dans le domaine public ». Ce même conseil parle, à propos de négociations faites le 24 février 1941 par Nicolas Grillet, M. Bô, et P. Barrai (à Cologne), de discussions qui « se sont poursuivies dans une atmosphère cordiale », bien que Bayer eût menacé quelques mois plus tôt de proposer aux autorités allemandes de prendre le contrôle du groupe français.
En novembre 1940, un des négociateurs de Rhône-Poulenc, N. Grillet (directeur général) et habitué des négociations avec les Allemands, propose d'étendre la collaboration industrielle aux pesticides (on parlait à l'époque de « protection de végétaux »), matières plastiques, résines de synthèse, et au caoutchouc synthétique dont la demande était en pleine croissance. Les négociations ont finalement abouti à trois accords et à la fin de l'obligation, pour Bayer, de payer Rhône-Poulenc comme l'imposait un accord du 24 novembre 1929, sur le partage des brevets sur la Germanine et le Moranyl. Dans le contexte d'occupation allemande, Rhône-Poulenc et Spécia se voient obligés de verser chaque année des sommes importantes à Bayer pour des droits de vente sur des produits pour lesquels Bayer n'était pas titulaire de brevets (1 225 135 francs versés par exemple en 1941 de Rhône-Poulenc à Bayer et 8 467 610 francs versés par Spécia cette même année et qui seront respectivement de 886 234 francs et 12 991 585 francs en 1942, puis de 878 985 francs et 14 269 258 francs en 1943).
S'étant diversifié dans les domaines du textile (crin pour brosse, le fil de pêche en Nylon, mais surtout fibre textile pour les bas, sur la base de brevets achetés à Dupont de Nemours en 1939, avec une première filature à Vaise sur des machines arrivées en 1940) et de la pharmacie (production de pénicilline dont la production à partir de cultures de champignons a été suggérée par le directeur scientifique R. Meyer après qu'il eut lu un article suisse en évoquant les bons résultats de tests faits en Angleterre de traitements par la pénicilline[réf. nécessaire]), le groupe reste un concurrent majeur à la sortie de guerre.
Le 28 décembre 1940, le gouvernement français a validé la constitution d'une société France-Rayonne permettant à la chimie allemande de pénétrer le secteur français du textile synthétique. Un tiers des capitaux provenaient de l'industrie allemande et en 1942, Rhodiaceta s'engage à souscrire 150 000 actions de cette société qui s'installe dans l'ancienne usine de soie au cuivre de Roanne (construite en 1926). Un accord entre l'I.G. et Rhône-Poulenc (non retrouvé dans les archives de Rhône-Poulenc) visait la construction d'une usine de caoutchouc de synthèse (qui en a produit 12 000 tonnes en 1945, sans que les autorités françaises n'aient entériné le projet).
Le gouvernement allemand impose à la DAR (Deutsche Acetatkunstseiden A.G. Rhodiaceta) une introduction allemande de 51 % au capital lui donnant le pouvoir sur l'entreprise.
Le manque de matières premières induit par la guerre favorise les matières synthétiques. Le groupe produit ainsi des thermoplastiques cellulosiques (Rhodoïd Rhodialine, Rhodialite (poudres à mouler), Rhodoline (résine synthétique), des résines polystyroléniques (utilisés pour produire de nouveaux vernis et enduits), des résines vinyliques (Rhodopas, Rhodoviols, Rhovinal) remplaçant le cuir et le caoutchouc. C'est le début (à Saint-Fons puis à Roussillon) de la production industrielle de chlorure de vinyle qui deviendra un des atouts majeurs de la chimie des plastiques de la fin du XXe siècle.

### Après la Seconde Guerre mondiale
Dans les années 1990, le groupe, privatisé en 1993, est un des leaders mondiaux de la pharmacie et de la chimie. Il est le premier groupe français dans ces domaines.

#### Rhône-Poulenc Rorer
En 1991, Rhône-Poulenc rachète le groupe pharmaceutique américain Rorer (1910) pour rassembler toutes ses activités pharmaceutiques dans une société nouvellement formée, qui prend le nom de Rhône-Poulenc Rorer (RPR), basée à Fort Washington, en Pennsylvanie. Les activités chimiques sont distribuées entre RP chimie, RP agrochimie et RP fibres et polymères. En 1995, l'entreprise relance ses actions de développement externe, à travers des coentreprises (notamment avec Fiat dans le secteur des fibres et DuPont dans celui de la pétrochimie), et des acquisitions (dont celles du groupe Mérieux ou du britannique Fisons plc).

#### Aventis
En décembre 1999, Aventis naît de la fusion de la branche pharmaceutique de Rhône-Poulenc Rorer (1991) avec Hoechst Marion Roussel (1997), lui-même fruit de l'union de l'allemand Hoechst (1863), de l'américain Marion Merrell Dow (1994), et du français Roussel-Uclaf (1911).

#### Rhodia
Toutes les activités chimie sont filialisées et cotées en bourse sous le nom de Rhodia, en 1998. C'est l'un des noms historiques du groupe Rhône-Poulenc.

#### Aventis CropScience
La branche agrochimie basée à Lyon, est devenue Aventis CropScience. C'est le leader mondial du secteur depuis la fusion avec Hoechst. Considérée comme non stratégique pour le groupe, elle est revendue au groupe Bayer en 2002, et prend le nom de Bayer CropScience.

#### Sanofi Aventis
En 2004, Sanofi-Synthélabo absorbe Aventis pour former Sanofi Aventis.
Avant cette fusion, les activités de Rhône-Poulenc se répartissaient en cinq grands secteurs :
- pharmacie ;
- santé animale (produits vétérinaires) ;
- Secteur dit de la santé végétale (pesticides dont pour la phytopharmacie : insecticides, fongicides) ;
- chimie, polymères ;
- fibres: polyamide, polyester, acetate de cellulose...)

On doit notamment à Rhône-Poulenc la découverte de nombreux médicaments, de nombreuses matières plastiques et chimiques.
Certains produits ont fait l'objet de débats, comme le fipronil, matière active de certains insecticides tels que le Régent TS.
Son dernier président fut Jean-René Fourtou qui, après avoir fortement réorienté le groupe vers la pharmacie au détriment de la chimie, fut le maître d'œuvre de la fusion avec Hoechst.

## Président-directeur général
- François Albert-Buisson : 1935-1959
- Marcel Bô : 1959-1963
- Wilfrid Baumgartner : 1963-1973
- Renaud Gillet : 1973-1979
- Jean Gandois : 1979-1982
- Loïk Le Floch-Prigent : 1982-1986
- Jean-René Fourtou : 1986-1999 (il reste président d'Aventis jusqu'en 2002)

## Chiffres clés du groupe
Le groupe est nationalisé en 1982 et privatisé le 16 novembre 1993. Son effectif moyen est à cette période de 80 000 salariés, répartis principalement entre la France, l'Allemagne, la Suisse, la Grande-Bretagne, les États-Unis, le Brésil, le Maroc et la Chine.
Son chiffre d'affaires moyen est alors de 80 milliards de FF.
Son siège social était alors au 25, quai du Président Paul-Doumer à Courbevoie (où se trouve aujourd'hui le Crédit agricole Corporate and investissement bank).

## Sites industriels de Rhône-Poulenc

### Sites pharmaceutiques
- Site de Vitry-sur-Seine, centre industriel principal des établissements Poulenc frères depuis 1909, puis centre de R&D et de production de la Spécia (Société Parisienne d'expansion chimique), branche pharmaceutique de Rhône-Poulenc. En janvier 2024, centre de biotechnologie et R&D de Sanofi[10].
- Site de Saint-Fons, centre industriel de 25 hectares, où Rhône-Poulenc et la Spécia produisaient l'essentiel de la production pharmaceutique française du groupe[11].
- Site de Saint-Aubin-lès-Elbeuf ouvert en 1946, produisant des antibiotiques et de la vitamine B12, devenu Sanofi Chimie.

### Terres rares
- Usine de Vaugoin La Rochelle, héritée de Pechiney Saint Gobain, purifiait 50% du marché mondial de « terres rares » dans les années 1980, 550 employés en 1990, sous-traite depuis en Chine la première partie du raffinage[12],[13].

### Sites chimiques
- Site chimique installé à Saint-Fons, au sud de Lyon, sur les rives du Rhône tout près de la raffinerie de Feyzin, dans le département du Rhône.
- Site chimique implanté à Chalampé en Alsace.
- Site de Saint-Aubin-lès-Elbeuf ouvert en 1946 et produisant des produits phytosanitaires dont le fipronil. La partie chimie du site a été reprise par Bayer en 2002 qui l'a rétrocédée à BASF Agri-Production en 2004.
- Site chimique installé au Pont-de-Claix dans l'Isère.
- Site chimique installé au Péage-de-Roussillon dans l'Isère.
- Site chimique installé à Hières-sur-Amby.

### Partenariats
À partir de 1987, Rhône-Poulenc finance Ushuaïa, le magazine de l'extrême,,. Au départ, Ushuaïa, le magazine de l'extrême est présenté en plateau par Nicolas Hulot dans un décor représentant un bateau avec un bruitage évoquant le vent. Le présentateur commente des images achetées à d'autres productions. Mais l'émission ne convainc pas Patrick Le Lay qui compte l'arrêter. Dominique Cantien, directrice des variétés de TF1 considère que l'erreur vient du fait que pour faire rêver les téléspectateurs, il faudrait pouvoir quitter le plateau et que Nicolas Hulot puisse jouer son rôle d'aventurier au bout du monde. Afin de trouver les financements nécessaires Dominique Cantien appelle Rhône-Poulenc en leur expliquant qu'ils sont des pollueurs, et qu'ils ont une mauvaise image. En sponsorisant l'émission, cela leur permettrait d'« avoir une belle image, en interne comme en externe », afin que leurs employés soient fiers de travailler chez Rhône-Poulenc. Initialement, l'émission devait s'appeler Bienvenue dans un monde nouveau. N'ayant pas le droit de faire apparaître un sponsor à l'image, Dominique Cantien propose alors à l'industriel d'acheter des espaces publicitaires sur TF1 en y ajoutant la phrase Bienvenue dans un monde nouveau comme slogan de Rhône-Poulenc.